# Седербю
Се́дербю (ест. Söderby küla, швед. Söderby) — село в Естонії, у волості Вормсі повіту Ляенемаа.

## Населення
Чисельність населення на 31 грудня 2011 року становила 2 особи.

## Географія
Седербю розташоване в східній частині острова Вормсі.
Через село проходить автошлях 16131.

## Історія
До 1977 року населений пункт існував під назвою Седербю (Söderby küla). Під час адміністративної реформи 1977 року село перейменували в Сєдербі (Söderbi küla). З січня 1998 року селу повернули історичну шведську назву Седербю.